# Digitalt filter
Et Digitalt filter er et program / elektrisk kredsløb, som udfører en matematisk funktion på et tidsdiskret signal (samplet) og derved fremhæver eller undertrykker et signal (evt. ændrer signalets fase.).
Digitale filtre opdeles i to hovedgrupper: FIR finite impulse response filter og IIR Infinite impulse response. Modsætningen til digitale filtre er analoge filtre, som fremstilles med et Elektronisk kredsløb.
| It | Spire Denne it-artikel er en spire som bør udbygges. Du er velkommen til at hjælpe Wikipedia ved at udvide den. |